# Parma (Schiff)
Die Parma (ex. Arrow) wurde 1902 auf der schottischen Schiffswerft A. Rodger, Port Glasgow, als stählerne Glattdecker-Viermast-Bark zusammen mit ihrem Schwesterschiff Eclipse gebaut.

## Geschichte
Die Schwesterschiffe Arrow und Eclipse wurden im Auftrag der Anglo-American Oil Company, London, für den Ölhandel und Transport von Kistenöl eingesetzt. Sie beförderten dementsprechend in den ersten zehn Jahren ihrer Existenz vorwiegend Öl aus den USA in den Fernen Osten.
1912 wurden sie für jeweils 15.000 £ an die Hamburger Reedereien F. Laeisz und G. J. H. Siemers & Co. verkauft. Die Arrow wurde traditionsgemäß mit "P" beginnend in Parma umbenannt, die Eclipse in Egon. Beide wurden als Fracht-Segler im südamerikanischen Chile- und Mexiko-Dienst eingesetzt. Mit Ausbruch des Ersten Weltkriegs wurde die Parma in Iquique und die Egon in Santa Rosalía interniert. Während die Parma 1920 unter der Verhandlungsführung der Deutsche Segelschiff-Kontor GmbH durch F. Laeisz für 10.000 £ zurückgekauft werden konnte und wieder im Frachtverkehr eingesetzt wurde, ging die Egon an die amerikanische Reederei Robert Dollar & Co., umbenannt in Janet Dollar, und wurde später nach China verkauft.
Vor dem Ersten Weltkrieg führte die Parma dann nur noch wenige Fahrten unter deutscher Flagge durch, in Chile verblieb sie sechs Jahre im beladenen Zustand.
Bekannte Schiffsführer:
- 1912–1912 Wolf, F.
- 1913–1913 Nissen, H.
- 1914–1914 Wist, A.

Sie verließ Iquique am 18. Juli 1920 und segelte in 112 Tagen nach Delfzijl, wo sie an Großbritannien übergeben wurde.
- 1920 Dieckmann, K., Rückführung und Übergabe
- 1923–1924 Nissen, H., nach Rückkauf durch F. Laeisz
- 1924–1925 Töpper, H.
- 1926–1928 Holst, H.
- 1928–1929 Rohwer, H.
- 1929–1930 Brockhöft, C. M.

Briefmarke mit Viermastbark Parma

Link zum Bild

1931 wurde die Parma für 34.000 RM an Karl Ruben de Cloux (1884–1949) und Alan Villiers, Mariehamn, Åland, verkauft. Unter finnischer Flagge segelte sie nun erfolgreich auf der australischen Route, auslaufend zumeist in Ballast und heimwärts voll beladen mit Weizen. Alan Villiers dokumentierte das Schiff und seine Besatzung mit etlichen Fotos.
- 1931–1933 Ruben de Cloux, Karl (1884–1949)[2]
- 1933–1936 Karlsson, Karl Viktor (1898–1984)

Aufgrund einer kleinen Havarie und des mittlerweile sehr schlechten Zustands des Schiffsbodens wurde sie nicht mehr repariert, sondern an Barnet Bros., London, verkauft. Abgetakelt und als Hulk nach Haifa (damals brit. Palästina) geschleppt, diente sie so noch zwei Jahre als Getreidelager. Heute kann man ein Modell der Parma im Ålands Sjöfarts Museum in Mariehamn besichtigen.
Eine philatelistische Würdigung erfolgte 2019 durch die Ålandische Post in der Serie Segelschiffe mit einer Briefmarke im Nennwert von 1,60 € nach einem Entwurf des Künstlers Allen Palmer.